# Myriotrema cinereoglaucescens
Myriotrema cinereoglaucescens är en lavart som först beskrevs av Vain., och fick sitt nu gällande namn av Hale 1980. Myriotrema cinereoglaucescens ingår i släktet Myriotrema och familjen Thelotremataceae.   Inga underarter finns listade i Catalogue of Life.